# Stephane Sperry
Stéphane Sperry (...) è un produttore cinematografico francese.

## Carriera
Nel 1987 entra a far parte di Canal+ nel reparto acquisti, successivamente promosso come capo dell'archivio cinematografico della società, contenente oltre 5.500 titoli, per quattro anni è stato un esponente della filiale francese prima di passare oltremare.
Dopo alcuni anni da produttore indipendente, nell'autunno 2002 fonda Liaison Films, uno studio cinematografico per produzioni associate in collaborazione con Focus Features e con sede a Rue Jules Guesde in Levallois-Perret, comune francese. Prima di fondare la Liaison, è stato copresidente di Canal+ USA per un triennio, ove occupava il compito di supervisionare i prodotti della società.
Riesce a farsi notare in America anche grazie alle sue doti innovative riguardo al mercato del cinema europeo. Rimanendo in accordi lavorativi e amicizie con Focus Features, nel tempo che intercorre tra impegni della società e di produttore indipendente fa da tramite per Canal+, Studio Canal e Universal Studios.
Nella sua carriera nel cinema è stato inoltre presidente di Alliance International con un mandato triennale, e per quattro nella Island Records, una casa cinematografica francese.
Sperry rimane coordinatore delle principali attività della Liaison Films, affiancato dagli amici e colleghi Alexandre Smia (direttore di produzione), Emmanuel Kuster (assistente alla produzione).

## Filmografia
- Countryman (1982)
- Ils appellent ça un accident (1982)
- Plus grandir (1985)
- Babar (Babar: The Movie) (1989)
- Saint Ange (2004)
- Assault on Precinct 13 (2005)
- The Adventures of Tintin: Secret of the Unicorn (2011, in post-produzione)
- Nightmare Creatures (annunciato)